# Medendorf

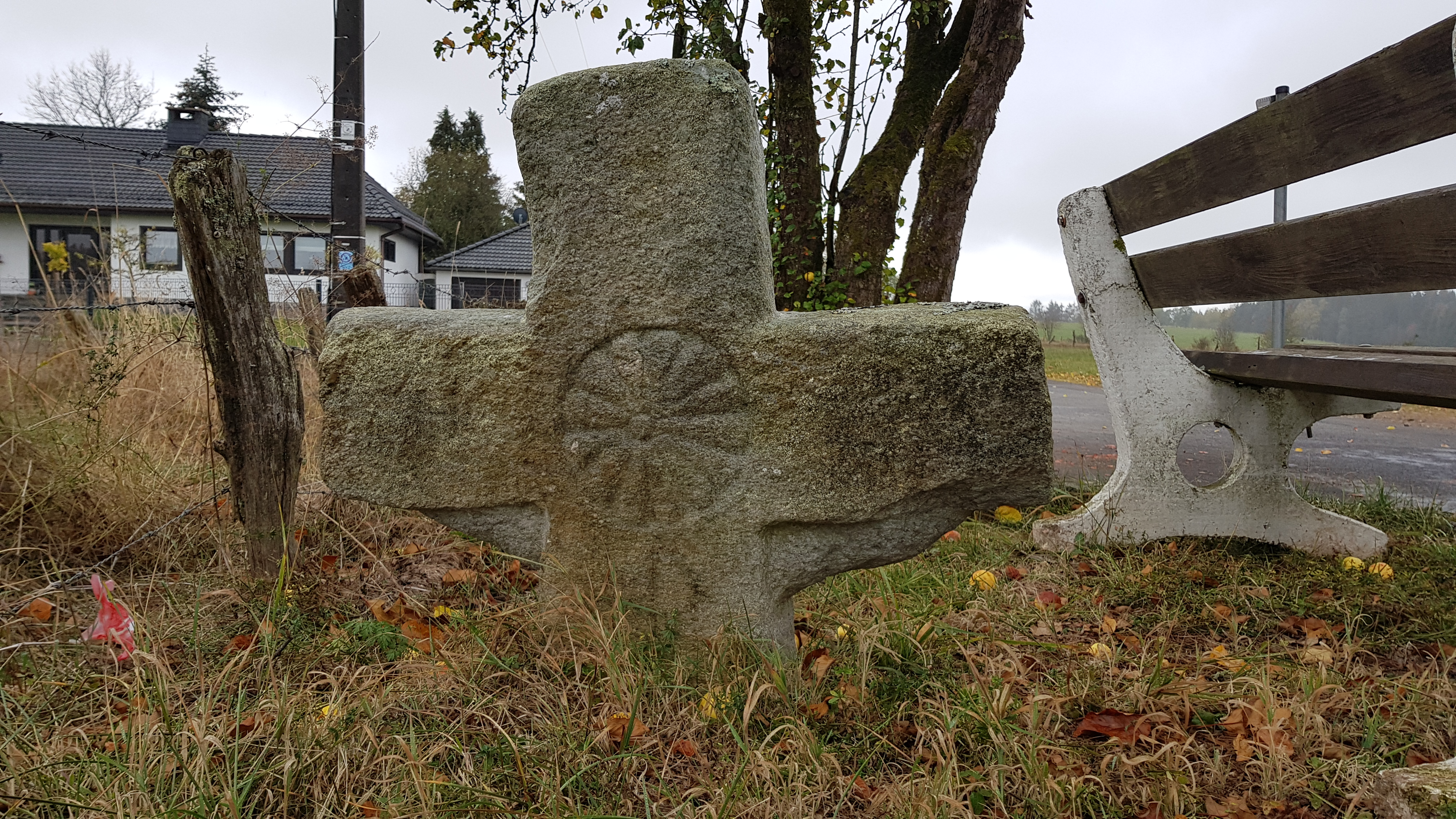
Kreuz auf der Flins in Medendorf

Medendorf ist ein Dorf in der Großgemeinde Büllingen in der Deutschsprachigen Gemeinschaft (DG) im Osten Belgiens. Medendorf zählt 28 Einwohner; es liegt rund 4 Kilometer westlich des Dorfes Manderfeld und 8 Kilometer südöstlich des Hauptorts Büllingen.
Westlich von Medendorf befindet sich das Kreuz auf der Flins, ein massives steinernes Wegekreuz aus dem 17. Jahrhundert, das als Kulturdenkmal geschützt ist.

## Geschichte
Der Ort wurde 1538 als „Medener“ im Heberegister der Moselfahrten erwähnt.
Bis zur belgischen Gebietsreform 1977 gehörte Medendorf zur Gemeinde Schönberg, dann wurde es Teil der neuen Großgemeinde Büllingen.